# Sergio Omar Buil
Sergio Omar Buil (América, Argentina; 2 de septiembre de 1965) es un Contador Público (UNLP) y político argentino. Se desempeñó como intendente del partido de Rivadavia y diputado de la Nación Argentina.
Elegido para ese cargo en las elecciones generales del 24 de octubre de 1999 y reelecto en forma consecutiva en los años 2003, 2007 y 2011, 
A su vez, se desempeñó como concejal en el Honorable Concejo Deliberante de Rivadavia entre 1997 y 1999.

## Biografía
Egresó de Contador Público en la Universidad Nacional de La Plata, donde realizó sus primeros pasos en la militancia política en Franja Morada.
Antes de comenzar sus estudios en La Plata cursó un año de  Administración de Empresas, en Lincoln. Tras culminar su carrera universitaria volvió a América, [cita requerida]Argentina, donde primero fue presidente del comité UCR del distrito, y en 1997 fue elegido concejal.
Dos años más tarde, a los 34 años, ganó las elecciones a intendente con el 47,64% de los votos. Cargo que retuvo en 2003 con el 59,7%, en el 2007 con el 62,99%, y en 2011 con el 68,07% de los votos, siendo el único distrito bonaerense que perdió el FpV en la categoría a presidente y gobernador.
Además fue uno de los fundadores del Partido GEN, del cual es elegido presidente del Congreso Nacional en el 2012.
Su gestión en Rivadavia se caracterizó por la transparencia, la innovación y la participación del vecino a través de distintos programas, como por ejemplo el “Presupuesto Participativo”, el programa “Rivadavia Educación Digital” (RED), “Deporte Sano”, “Seguridad Ciudadana” y “Salud Bucal”, entre otros, lo que le permitió transformar un distrito que estaba endeudado en uno saneado y con superávit.
Tras casi 16 años al frente del municipio y con la experiencia de gobierno y el gran reconocimiento regional que adquirió, se postuló como diputado Nacional por la Provincia de Buenos Aires.
El 10 de diciembre de 2015 asumió como diputado Nacional por PRO. Durante su gestión fue miembro de las comisiones de Población y Desarrollo Humano, Comisión de Pequeñas y Medianas Empresas, Economía, Asuntos municipales y Economía. 
Aquí presentó más de 20 proyectos.  A su vez, dio pasos importantes en lo que se refiere al Presupuesto Participativo. El proyecto de ley donde sentó las bases del Presupuesto Participativo fue tratado en comisión de asesores en Diputados; y se logró que el Parlamento Latinoamericano y Caribeño (PARLATINO), integrado por los parlamentos nacionales de los países soberanos e independientes de América Latina y el Caribe, apruebe un proyecto que establece las “Bases Mínimas del Presupuesto Participativo como Política Pública de Participación Ciudadana”.